# Ideas fundamentales de la enseñanza de estocásticos
Las ideas fundamentales de la enseñanza de estocásticos la define Heitele (1975) como “aquélla que proporciona al individuo, en cada etapa de su desarrollo, modelos explicativos eficientes y que se distinguen en los distintos niveles cognoscitivos, no de manera estructural, sino en su forma lingüística y en sus niveles de elaboración” .
Las diez ideas fundamentales que propone Heitele, como una guía continúa para la enseñanza coherente de estocásticos en todos los niveles educativos en un currículo en espiral, son las siguientes:
1. Medida de la probabilidad. A partir de las expresiones que utilizamos en lenguaje común como “así lo creo”, “más seguro”, etc., el hombre asigna números a la realidad que lo rodea, y de la infinidad asigna {\displaystyle 0} al evento imposible y {\displaystyle 1} al evento seguro de un fenómeno aleatorio. Entre estos dos números, asigna las medidas respectivas a las posibilidades intermedias.
2. El campo de la probabilidad. Asigna a un fenómeno aleatorio un espacio muestra, es decir, el inventario de todos sus posibles resultados.
3. Combinación de probabilidad. La regla de adición. Se produce cuando se asigna la probabilidad a la unión de dos eventos que se excluyen mutuamente;  esta idea operativa permite obtener nuevas probabilidades de eventos compuestos a partir de las individuales de los eventos elementales. Así {\displaystyle P(Ai\cup Aj)=P(Ai)+P(Aj)} , siempre y cuando {\displaystyle Ai} y{\displaystyle Aj}  sean eventos en {\displaystyle S} (espacio muestra),  mutuamente excluyentes, es decir si su intersección es vacía, esto es, si {\displaystyle Ai\bigcap _{j\neq 1}Aj=\varnothing } .
4. Combinación de probabilidad. Independencia. El concepto de independencia se aplica a los eventos en cuya ocurrencia no dependen entre sí. Si el evento {\displaystyle A} es independiente del evento {\displaystyle B}, es decir si {\displaystyle B} no es condición para que {\displaystyle A} ocurra {\displaystyle P(B)\neq 0}, entonces : {\displaystyle P(A/B)={\frac {P(A\cap B)}{P(B)}}=P(A)} y {\displaystyle P(A\cap B)=P(A)P(B)}
5. Equidistribución y simetría. Da cuenta de la regularidad en el comportamiento de los resultados de ensayos sucesivos de eventos independientes equiprobables.
6. Combinatoria. Las operaciones combinatorias (combinaciones, permutaciones y arreglos), más que ser algoritmos estándar para calcular campos de probabilidad de ensayos aleatorios complejos, suministran una entrada sencilla a la estructura interior de fenómenos aleatorios, particularmente en su forma icónica y activa. El diagrama de árbol como soporte icónico es de importancia fundamental porque permite prefigurar tanto la estructura de multiplicidad de pasos de los ensayos de un fenómeno aleatorio, como todos los resultados posibles, y otras operaciones combinatorias.
7. Modelo de urna y simulación. Por medio de la idea de modelo de urna se puede representar y resolver casi cualquier problema donde intervenga un número finito de resultados posibles. Esta idea está ligada a la de simulación, ya que ésta consiste en explorar el comportamiento de un fenómeno aleatorio considerando otro con las mismas características, pero más fácil de resolver o estudiar.
8. La idea de variable estocástica. La variable aleatoria es una función cuyo dominio es el conjunto de todos los posibles resultados de un fenómeno aleatorio, el espacio muestral {\displaystyle S}, el espacio interviene en las muestra y su rango es un subconjunto de los números reales. Esta idea tiene variadas aplicaciones en la probabilidad y en la estadística, es fundamental en la probabilidad teórica, en la vida diaria, en los juegos de azar y en muchos procesos físicos. Como modelo explicativo, el concepto de variable estocástica tiene un papel primordial respecto a tres puntos: la distribución de una variable, su esperanza y la composición de variables estocásticas para obtener otras nuevas.
9. La ley de los grandes números. Esta idea se refiere a la estabilidad de la frecuencia relativa de un evento para una sucesión grande de ensayos. Es de importancia fundamental para comprender en un gran número de repeticiones de un fenómeno aleatorio, la libertad individual bajo una restricción colectiva, aspecto que causa problemas tanto a niños como a adultos
10. La idea de muestra. Esta idea es relevante para argumentar cuidadosa y críticamente con base en una muestra. La elección de una muestra debe ser tal que esta última sea representativa en el sentido de que posteriormente las conclusiones estadísticas extraídas a partir de ella se puedan generalizar.
Heitele puntualiza que, para la conformación de la lista de ideas anterior, consideró “la concepción de,la historia de la Teoría de la Probabilidad, las fallas de los adultos en situaciones estocásticas, así como los resultados de los estudios de desarrollo psicológico con respecto a las ideas estocásticas”.
El autor considera que las ideas fundamentales se deben organizar sobre un currículo en espiral, lo cual conduce a cambiar el estudio de temas o definiciones formales desde un principio por el de ideas o nociones que han de asociarse para su comprensión de manera gradual y continua.
La intuición probabilística, o más particularmente “el concepto de azar… no se puede aprender a priori de una manera formal y precisa” , por lo que es necesario motivar en el alumno el gusto por aprender e identificar fenómenos aleatorios cuya interpretación requieren de un juicio crítico.  Steinbring subraya que “la teoría de la probabilidad no se puede construir deductivamente de conceptos básicos elementales; por el contrario, es únicamente el desarrollo de la teoría el que determina y especifica progresivamente los significados y las aplicaciones de aquellos conceptos básicos”
Esto es congruente con el planteamiento de que la constitución de modelos explicativos adecuados facilita el paso de un plano intuitivo a un plano formal.
Lo anterior implica un reto difícil para la enseñanza de estocásticos en el aula, ya que se diseñan actividades para que el alumno aprenda y a la vez comprenda, y aproveche el valor formativo de los contenidos.